# Grotesk

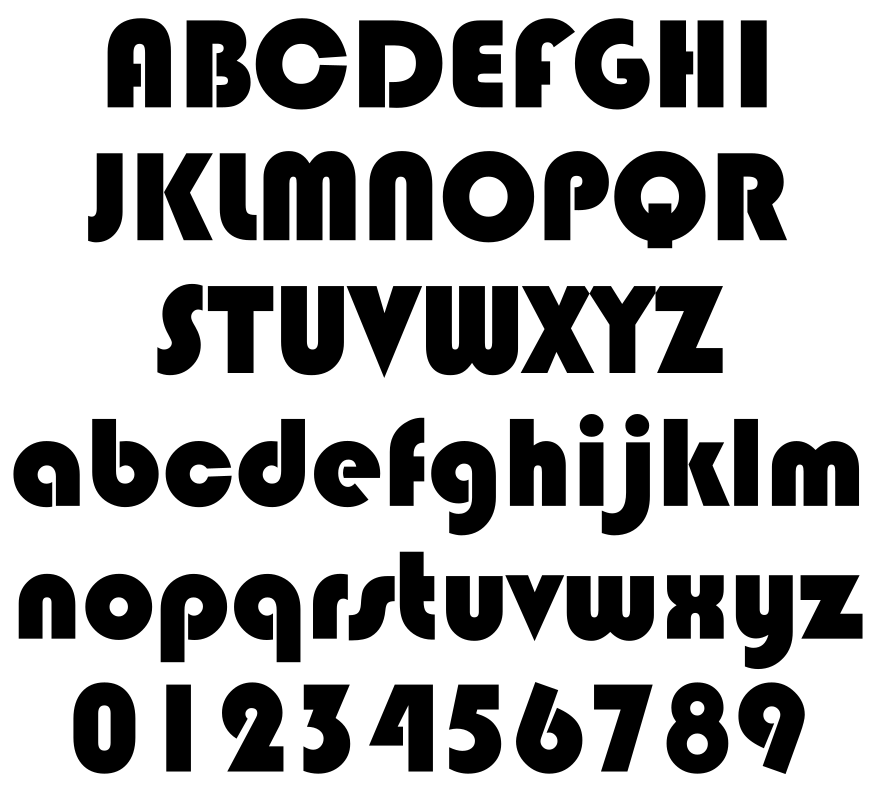
Font Bauhaus

Grotesk, groteska – ogólna, potoczna nazwa krojów pism zaliczanych do antykw, w których zasadniczo wszystkie linie, z których zbudowane są znaki, mają tę samą szerokość (grubość) i nie mają szeryfów. Jednak dla zwiększenia czytelności krojów tego typu dopuszcza się w nich zwężenia linii w pobliżu łączeń, a szczególnie u zbiegu łuków i linii prostych. Fachowo mówiąc, grotesk to antykwa bezszeryfowa jednoelementowa (linearna).
Kroje tego typu powstały w I poł. XIX w. w Anglii, wzorowane na kształcie wielkich liter greckich. Grotesk jest nazwą potoczną, nadaną najprawdopodobniej przez Francuzów, którym pismo to wydawało się śmieszne (groteskowe). Obecnie jest to jeden z najpopularniejszych typów krojów pisma.
Bardziej znane kroje typu grotesk:
Akzidenz-Grotesk, Antique Olive, Arial, Avant Garde, Avenir, Baccarat, Bauhaus, Century Gothic, DejaVu Sans, Eras, Eurostile, Folio, Franklin Gothic, Frutiger, Futura, Geneva, Gill Sans, Helvetica, Kabel, Lucida Sans, News Gothic, Officina Sans, Paneuropa, Pump, Rotis Sans Serif, Swiss, Switzerland, Tahoma, Tempo, TeX Gyre Adventor, TeX Gyre Heros, Univers, Vera Sans.